# Вулиця Вільямса (Київ)
Вулиця Ві́льямса — зникла вулиця, що існувала в Дніпровському районі міста Києва, місцевість Микільська слобідка. Пролягала від вулиці Луначарського (зараз вулиця Митрополита Андрея Шептицького) до наразі зниклої вулиці Крейсера «Аврора».

## Історія
Виникла в середині XX століття під назвою Нова. Назву Вільямса, на честь радянського вченого академіка Василя Вільямса, вулиця набула 1955 року. Ліквідована 1977 року в зв'язку зі знесенням старої забудови Микільської слобідки.
У 1980-ті роки виникла вулиця Академіка Вільямса між Голосіївом та масивом Теремки-ІІ.